# ヘンリー・ホンバーガー
ヘンリー・アントン・ホンバーガー(Henry Anton Homburger、1902年12月2日 - 1950年9月14日) は1930年代始めに活躍したアメリカのボブスレー選手。
ニューヨーク市生まれ。サクラメントで亡くなった。
1932年のレークプラシッドオリンピックの男子4人乗りで銀メダルを獲得した。
土木工学のプロであったため、レークプラシッドオリンピックで使用されたボブスレーのトラックの設計も担当した。オリンピックアリーナを設計したサラナックレークの建築家ウィリアム・Ｄ・ディスティンのために工学的な仕事も行った。